# Leucochrysa (Nodita) firmini
Leucochrysa (Nodita) firmini is een insect uit de familie van de gaasvliegen (Chrysopidae), die tot de orde netvleugeligen (Neuroptera) behoort. 
Leucochrysa (Nodita) firmini is voor het eerst wetenschappelijk beschreven door Navás in 1924.